# Comisión Nacional de Investigación y Desarrollo Aeroespacial
La Comisión Nacional de Investigación y Desarrollo Aeroespacial ou CONIDA est l'agence spatiale du Pérou. Elle a été créée en juin 1974. Son siège se trouve à Lima et ses principales installations sont à Punta Lobos à 50 km au sud de Lima.
L'agence développe les activités suivantes :
- Astrophysique : gestion d'observatoires terrestres
- Cartographie à partir d'images obtenues par des satellites
- Fabrication et lancement de fusées-sondes pour l'étude de la haute atmosphère
- Station de réception et de traitement du satellite d'observation de la Terre péruvien PeruSat-1 lancé en septembre 2016.